# 杉山一穂
杉山一穂（すぎやま かずほ、1975年10月5日 - ）は、日本の司法書士（大阪司法書士会所属）。
鳥取県米子市。司法書士法人杉山事務所代表。

## 概要
高校卒業後、大学進学のために上京。在学中は勉強はほどほどに、趣味であるスポーツ観戦、旅行のためのアルバイトに明け暮れる。
卒業後就職するも社会貢献できる仕事に就きたいと考え退職、弁護士である兄の影響から法律職を志し、司法書士試験合格後、大阪市内の事務所で経験を積み、難波にて開業。

## 略歴
- 2009年：司法書士法人杉山事務所設立

## 出演
テレビ
- ニュースウオッチ9（NHK ）

雑誌
- 「週刊ダイヤモンド（ダイヤモンド社）

## 所属委員会等
- 日本司法書士会連合会